# Звездообразный двигатель

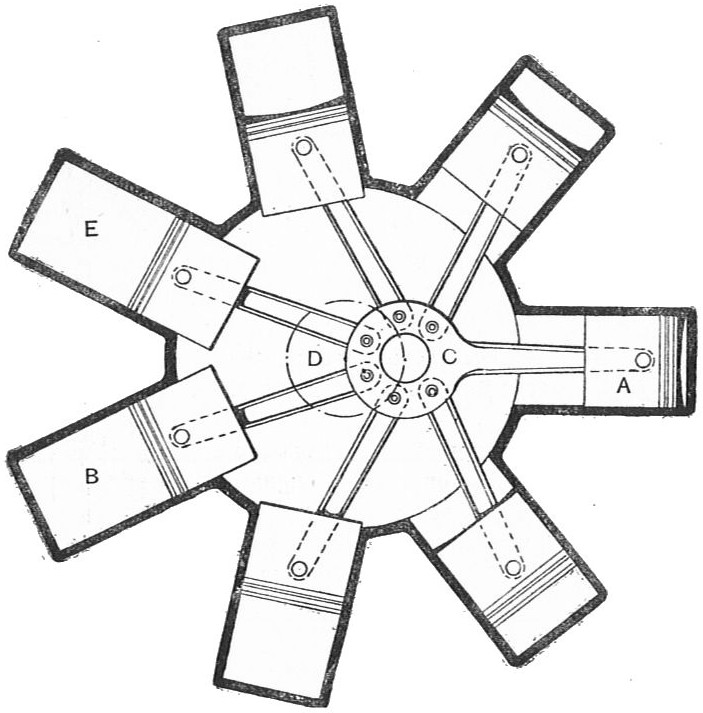
Принципиальное устройство кривошипно-шатунного механизма одного ряда из семи цилиндров

Кривошипно-шатунный и газораспределительный механизмы звездообразного 5-цилиндрового двигателя в работе

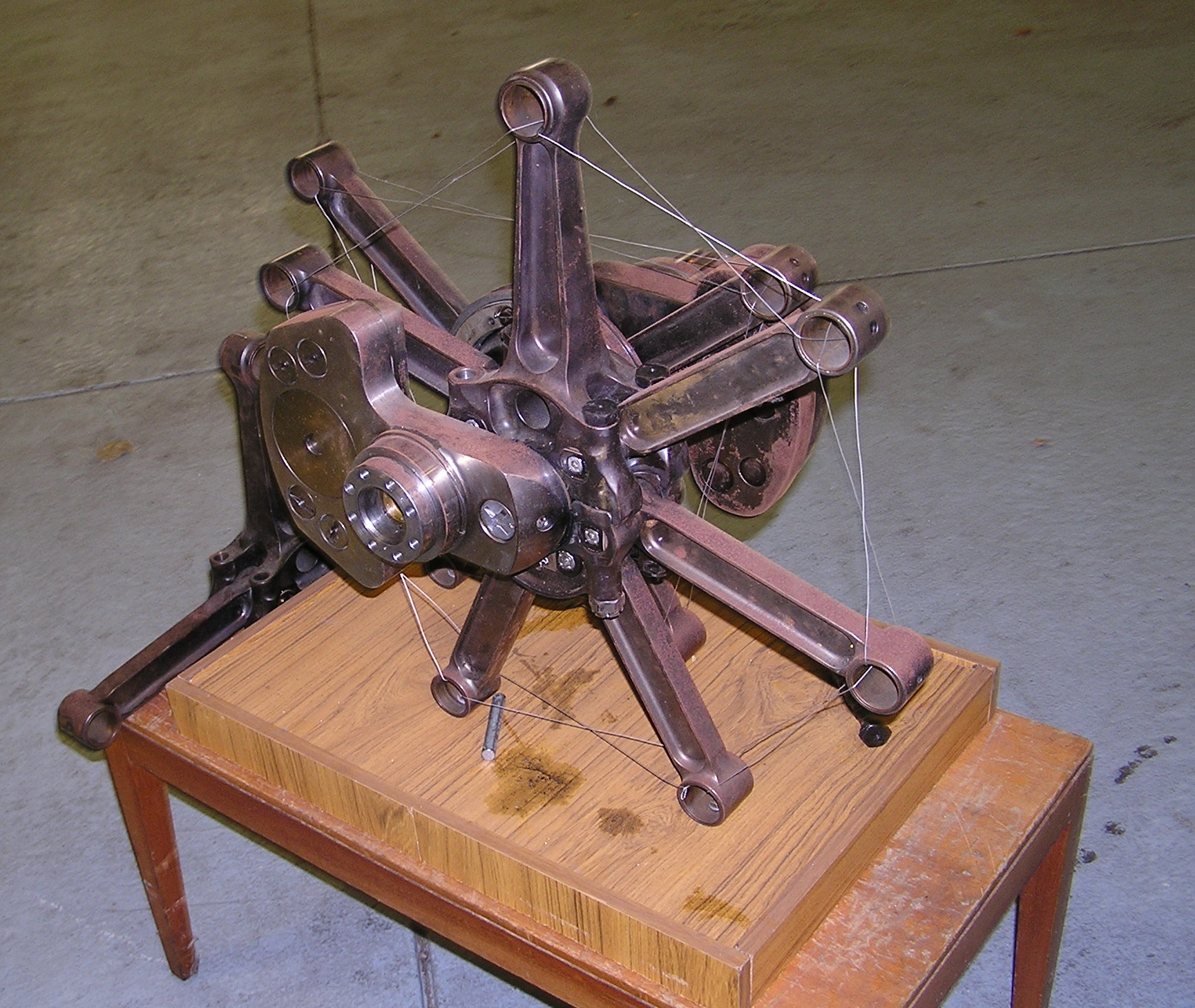
Кривошипно-шатунный механизм радиального двурядного 14-цилиндрового двигателя на примере Pratt & Whitney R1830 Twin Wasp

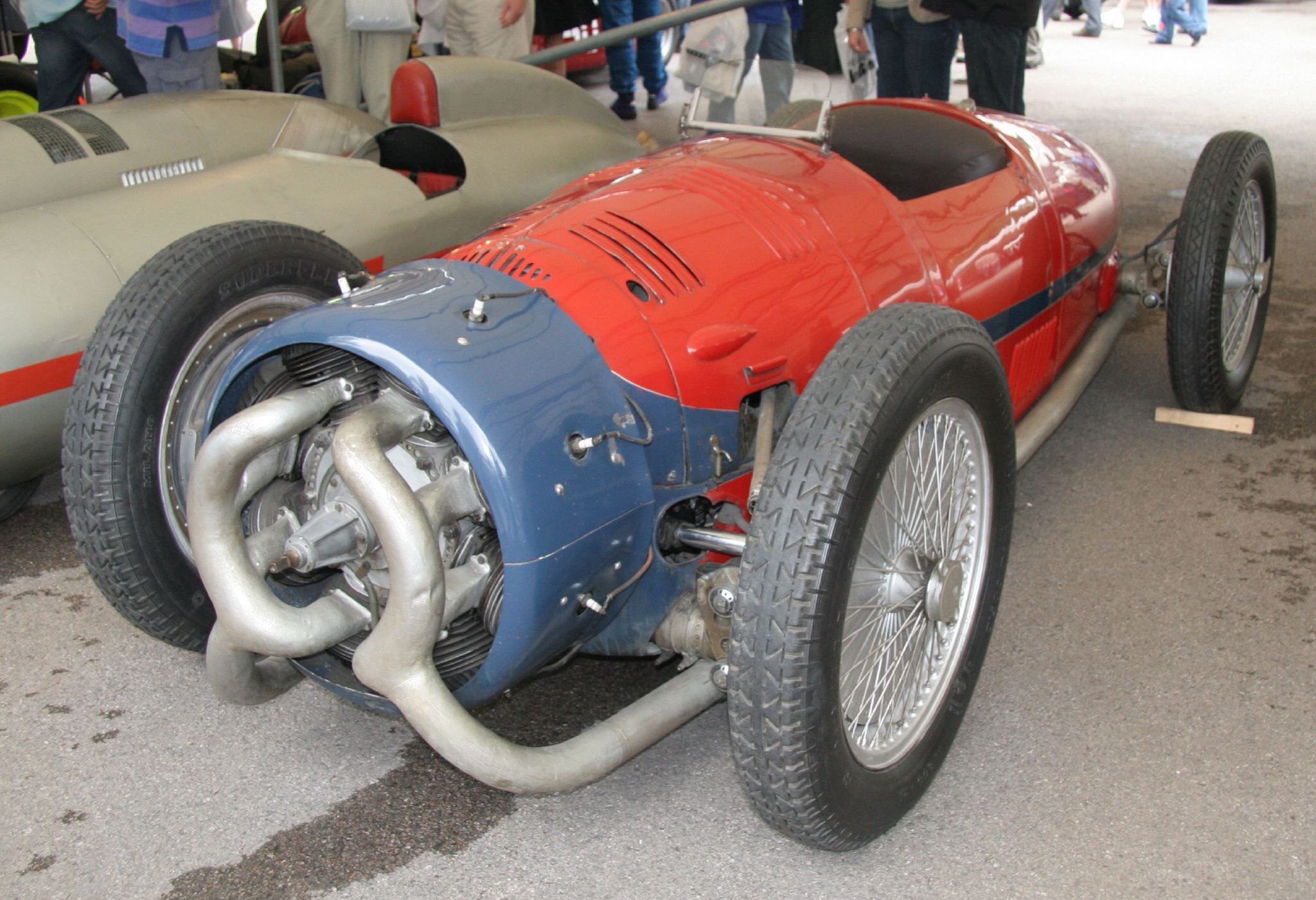
8-цилиндровый звездообразный двигатель в гоночном автомобиле (1935 год)

Звёздообразный, или радиальный двигатель — поршневой двигатель внутреннего сгорания, цилиндры которого расположены радиальными лучами вокруг одного коленчатого вала через равные углы. Звездообразный двигатель имеет небольшую длину и позволяет компактно размещать большое количество цилиндров. Нашёл широкое применение в авиации.
Главное отличие звездообразного двигателя от поршневых двигателей других типов заключается в конструкции кривошипно-шатунного механизма. Один шатун является главным (он похож на шатун обычного двигателя с рядным расположением цилиндров), остальные являются прицепными и крепятся к главному шатуну по его периферии (такой же принцип применяется в некоторых V-образных двигателях). Эксплуатационным недостатком любого звездообразного двигателя является возможность протекания масла в нижние цилиндры во время стоянки, в связи с чем требуется перед запуском двигателя убедиться в отсутствии масла в нижних цилиндрах. Запуск двигателя при наличии масла в нижних цилиндрах приводит к гидроудару и поломке кривошипно-шатунного механизма. Этот недостаток неустраним, поскольку он является конструкционным.
В зависимости от размеров и мощности двигателя, звездообразные двигатели могут за счёт удлинения коленчатого вала образовывать несколько звёзд-отсеков.
Четырёхтактные звездообразные моторы обычно имеют нечётное число цилиндров в отсеке — это позволяет давать искру в цилиндрах «через один». Возможна работа и с чётным количеством цилиндров (чаще всего — при расположении цилиндров в несколько рядов).